# Freddie Bartholomew
Freddie Bartholomew (Frederick Llewellyn March: Londres, 28 de març de 1924 - Sarasota, de Florida, 23 de gener de 1992) va ser un actor infantil britànic que va desenvolupar la seva carrera artística principalment als Estats Units.

## Biografia
Abandonat pels seus pares quan era tan sols un nadó, va ser educat a la seva ciutat natal per una tia de la qual va prendre el cognom. En un viatge als Estats Units, el productor de cinema David O. Selznick es va fixar en ell per protagonitzar la pel·lícula David Copperfield, adaptació del clàssic de Charles Dickens. El film va resultar ser un èxit, i va llançar el nen a la fama, cosa que li va permetre de rodar nombrosos títols prestigiosos al costat de les estrelles cinematogràfiques més destacades de Hollywood durant la dècada de 1930.
Entre els seus èxits figuren Ana Karenina (1935), de Clarence Brown, amb Greta Garvo i Fredric March, Professional Soldier (1935) amb Gloria Stuart, El petit Lord (1936) amb Dolores Costello, Lloyds of London (1936) amb Madeleine Carroll i Tyrone Power, i Capitans intrèpids (1937) amb Spencer Tracy.
En aquesta època, l'èxit imparable del nen havia provocat que els seus pares intentessin recuperar la seva custòdia. La llarga batalla legal que es va iniciar aleshores va fer disminuir la fortuna que Freddie havia aconseguit. Va continuar actuant en la dècada de 1940, encara que la seva popularitat com a actor adolescent va disminuir abruptament fins que finalment es va retirar de la interpretació a principis dels 50.
Distanciat de Hollywood, es va dedicar al món de la publicitat. Va morir d'un atac al cor a l'edat de 67 anys.
Bartholomew té una estrella al Passeig de la Fama de Hollywood.